# Dhampir
En dhampir er i Balkan-folklore et barn af en vampyrfar og en menneskelig mor. Udtrykket er undertiden stavet dhampyre, dhamphir eller dhampyr. Dhampirers evner svarer til vampyrers, men uden de sædvanlige svagheder. Dhampirer formodes at være dygtige til at opdage og dræbe vampyrer.
I de seneste vampyrfiktioner refererer dhampir (eller nogle gange "dampeer" eller "dunpeal" på grund af oversættelsesproblemer med den japanske anime Vampire Hunter D og dens efterfølger) til en hybrid mellem et menneske og en vampyrforælder, de er halv-racer og ikke selv vampyrer.

## Etymologi
Ordet dhampir menes at stamme direkte fra albansk: pij eller pirё som betyder "at drikke", og dhёmbё eller dham som betyder "tænder", altså dhampir, "at drikke med tænder".

## Nomenklatur
Ordet "dhampir" er forbundet med Balkan-folklore, som beskrevet af Tatomir Vukanović. I resten af regionen bruges begreber som det serbiske vampirović, vampijerović, vampirić (også bosnisk lampijerović osv.), som betyder "vampyrsøn".
I bulgarsk folklore er der mange begreber som glog (ordret "hawthorn"), vampirdzhiya ("vampyr" + nomen agentis suffiks), vampirar ("vampyr" + nomen agentis suffix), dzhadadzhiya og svetocher bruges til henvisning til vampyrbørn og efterkommere samt andre specialiserede vampyrjægere.

## Oprindelse
På Balkan menes det, at mandlige vampyrer har et stort begær efter kvinder, så en vampyr vil vende tilbage til sin kone eller en kvinde, han var tiltrukket af i livet, for at have samleje med hende.
I ét registrerede tilfælde forsøgte en serbisk enke at skyde skylden for sin graviditet på sin afdøde mand, der angiveligt var blevet en vampyr, og der er tilfælde af serbiske mænd, som foregiver at være en vampyr for at nå de kvinder, de begærede.
I bulgarsk folklore siges det, at vampyrer nogle gange går efter jomfruer også.
Den seksuelle aktivitet synes at være forbeholdt vampyrer i den sydslaviske vampyrtro i modsætning til andre slaver, selv om et tilsvarende motiv også forekommer i Hvideruslands legender.